# Stephen Elliott (Fußballspieler)
Stephen William Elliott (* 6. Januar 1984 in Dublin) ist ein ehemaliger irischer Fußballspieler.

## Sportlicher Werdegang

### Als Spieler
Nach Jahren als Jugendspieler bei Manchester City blieb Elliott der Durchbruch bei den „Citizens“ verwehrt. Er kam am 21. Februar 2004 unter Trainer Kevin Keegan zu seinem ersten Kurzeinsatz gegen die Bolton Wanderers (3:1) und seine zweite Partie gegen den FC Middlesbrough (1:2) mehr als zwei Monate später war gleichzeitig sein letzter Auftritt für den Verein aus Manchester.
Für eine Ablösesumme in Höhe von 125.000 Pfund – plus weiterer leistungsabhängiger Entschädigungszahlungen an „City“ – verpflichtete ihn im Juni 2004 mit Mick McCarthy der Trainer des Zweitligisten AFC Sunderland. „Sleeves“, wie Elliott im Spielerkreis genannt wird, fand sich auf Anhieb bei den „Black Cats“ gut zurecht und schoss 15 Ligatore in der Spielzeit 2004/05, die dem Verein die Zweitligameisterschaft und den Aufstieg in die Premier League bescherte. Vor allem durch seine Schnelligkeit, die direkte Spielweise und die Schussstärke empfahl er sich nachhaltig bei seinem Trainer; dieser bezeichnete im Nachgang den an Manchester City gezahlten Kaufpreis als „unerhört billig“. In der höchsten englischen Spielklasse konnte er diesen Aufwärtstrend verletzungsbedingt nicht fortsetzen. Dabei hatte er vor seinem Ausfall mit zwei spektakulären Weitschusstreffern gegen Manchester United und Newcastle United noch weitere Begehrlichkeiten geweckt. Sein Klub stieg nach bereits einem Jahr wieder in die Zweitklassigkeit ab, und Elliott zeigte sich nach seinem Comeback wieder gut in Form, bevor ihn weiteres Verletzungspech erneut zurückwarf.
Am 17. Juli 2007 heuerte Elliott – für eine angebliche Ablösesumme in Höhe von 750.000 Pfund – beim Zweitligakonkurrenten Wolverhampton Wanderers an, wo ein Jahr zuvor bereits sein Ex-Trainer McCarthy einen neuen Arbeitgeber gefunden hatte. Die Hoffnung darauf, dass ihm unter seinem ehemaligen Förderer die Rückkehr zu den in der Saison 2004/05 gezeigten Topleistungen gelingen könnte, erfüllte sich jedoch nicht. Bei seinen 18 Ligaeinsätzen stand er nur sieben Mal in der Startformation und auch die Torausbeute von vier Treffern war unbefriedigend. Die „Wolves“ erteilten Elliott daher bereits nach nur einem Jahr wieder die Transferfreigabe.
Für eine nicht näher genannte Ablösesumme wechselte Elliott am 1. September 2008 innerhalb der Football League Championship zu Preston North End und erzielte mit seinem ersten Ligator für „PNE“ am 18. Oktober 2008 den entscheidenden Treffer zum 2:1-Sieg gegen den FC Reading. In der Folgezeit bildete er vor allem mit Jon Parkin eine Sturmpartnerschaft. 2010 wechselte Elliott zu Heart of Midlothian.

### Als Trainer
Nach seiner Karriere startete er seine Trainerkarriere im Nachwuchs von FC Darlington und Fleetwood Town. Im Januar 2024 wurde er "Head Of Academy Football" und U-20 Trainer bei St Patrick’s Athletic. Seine erste Cheftrainerstelle trat er im November 2024 bei Wexford FC aus der irischen First Division an.

## Irische Nationalmannschaft
Während der guten Form in der Saison 2004/05 erhielt Elliott seine ersten Berufungen in die irische A-Nationalmannschaft, nachdem er zuvor sowohl in der U-20- während der Junioren-Fußballweltmeisterschaft 2003 als auch in der U-21-Nachwuchsauswahl gestanden hatte. Er absolvierte am 16. November 2004 gegen Kroatien sein erstes A-Länderspiel und schoss seinen ersten Treffer für Irland am 8. Oktober 2005 während eines WM-Qualifikationsspielsiegs gegen Zypern (1:0).